# Irayda Salinas
Irayda Salinas Hijar (Lima, 4 de octubre de 1980) es una botánica y profesora peruana. Se graduó de bióloga en la Universidad Nacional Mayor de San Marcos, desarrollando actividades académicas en el Museo de Historia Natural de esa universidad.
Ha realizado estudios detallados, planeados con el Jardín Botánico de Misuri:
- Revisión taxonómica y distribución altitudinal del género Croton en la región nororiental del río Marañón.[3]
- Estudio taxonómico de la familia Begoniaceae en la región nororiental del río Marañón.[2]

## Algunas publicaciones
- Salinas Hijar, Irayda (2008): «Besleria beltranii (Gesneriaceae), a new species from Perú». Novon: A Journal for Botanical Nomenclature, 18 (2), págs. 244-246; 2008.
- Salinas Hijar, Irayda; y LEÓN, Blanca (2006a): «Calceolariaceae endémicas del Perú». En: Revista Peruana de Biología, número especial 13 (2): págs. 220s-236s; diciembre de 2006. El libro rojo de las plantas endémicas del Perú. Lima (Perú): Blanca León et al.[1]
- Salinas Hijar, Irayda; y León, Blanca (2006b): «Gesneriaceae endémicas del Perú». En: Revista Peruana de Biología, vol. 13, n.º 2, págs. 359-365. ISSN 1727-9933.
- Cano, Asunción; La Torre, María I.; Castillo, Susy; Aponte, Héctor; Morales, Marybel; Mendoza, Wilfredo; León, Blanca; Roque, José; Salinas, Irayda; Monsalve, Christhian; Beltrán, Hamilton (2006c): Las plantas comunes del Callejón de Conchucos (Ancash, Perú): guía de campo. Lima (Perú): Museo de Historia Natural de la UNMSM (Serie de Divulgación n.º 13), 2006.
- Salinas, Irayda (2005): «Estudio taxonómico del orden Scrophulariales (Magnoliopsida) en los bosques montanos húmedos de Carpish (departamento de Huánuco, Perú)», tesis para optar al título profesional de biólogo con mención en Botánica.
- Kvist, Lars P.; Skog, Laurence E.; Amaya-Márquez, Marisol; y Salinas, Irayda (2005b): «Las gesneriáceas de Perú». En: Arnaldoa, vol. 12, n.º 1-2, págs. 16-40. ISSN 1815-8242.

### En congresos
- Salinas, Irayda; Cano, Asunción; BELTRÁN, Hámilton (2004): «Avances en el estudio de la familia Gesneriaceae en el valle de Grapanazú, Parque Nacional Yanachaga-Chemillén (Pasco)». En: Resúmenes de la Decimotercera Reunión Científica ICBAR, págs. 38. Lima: UNMSM, 2004.
- Beltrán, Hamilton; Salinas, Irayda; y Pacheco, V. (2002): «Flora y vegetación de los bosques de Carpish (Huánuco, Perú)». Resúmenes del Noveno Congreso Nacional de Botánica, págs. 120. Iquitos (Perú): UNAP, 2002.

- La abreviatura «I.Salinas» se emplea para indicar a Irayda Salinas como autoridad en la descripción y clasificación científica de los vegetales.[4]